# Julio Benigno Laschi González
Julio Benigno Laschi González (* 13. Februar 1914 in Concepción; † 19. Mai 1969) war ein paraguayischer römisch-katholischer Geistlicher und Weihbischof in Asunción.

## Leben
Julio Benigno Laschi González besuchte von 1922 bis 1925 die Grundschule in Concepción und von 1926 bis 1929 das Kleine Seminar der Salesianer Don Boscos in Montevideo. Anschließend studierte er Philosophie und Katholische Theologie am Priesterseminar in Asunción. Zudem absolvierte er in Buenos Aires einen Kurs im Fach Kanonisches Recht. Am 17. Januar 1937 empfing er in San Isidro das Sakrament der Priesterweihe für das Bistum Concepción y Chaco.
Ab dem 18. Februar 1937 war Laschi González zunächst als Kanzler der Kurie tätig, bevor er am 31. Januar 1938 Pro-Generalvikar des Bistums Concepción y Chaco und am 23. Juli desselben Jahres zusätzlich Diözesanassessor der Katholischen Aktion wurde. Von August bis September 1939 fungierte er als Verwalter des Bistums. Nachdem er 1939 kurzzeitig Direktor der Wochenzeitung der Katholischen Aktion gewesen war, wurde er 1940 Direktor der diözesanen Kirchenzeitung und Prosynodalexaminator. Ab dem 24. März 1942 wirkte Laschi González als Pfarrer in San José de los Arroyos und als Dechant des Dekanats Cordillera. Daneben war er bereits ab dem 4. März 1939 Diözesankonsultor sowie ab dem 18. April 1941 Kirchenanwalt und ab dem 30. Juli 1946 Prosynodalrichter am diözesanen Kirchengericht.
Am 23. März 1955 ernannte ihn Papst Pius XII. zum Titularbischof von Abydus und zum Weihbischof in Concepción. Der Bischof von Concepción, Emilio Sosa Gaona SDB, spendete ihm am 29. Juni desselben Jahres in der Kathedrale Inmaculada Concepción de María in Concepción die Bischofsweihe; Mitkonsekratoren waren der Apostolische Vikar von Pilcomayo, Karl Walter Vervoort OMI, und der Apostolische Vikar von Chaco Paraguayo, Ángel Muzzolón SDB. Von 1963 bis zum 6. Februar 1966 leitete Laschi González zudem das nach dem Rücktritt von Emilio Sosa Gaona SDB vakante Bistum Concepción als Apostolischer Administrator.
Laschi González nahm an allen vier Sitzungsperioden des Zweiten Vatikanischen Konzils teil. Am 2. Februar 1965 bestellte ihn Papst Paul VI. zum Weihbischof in Asunción.